# 蜜がいっぱい
『蜜がいっぱい』（伊語Signore e Signori、「紳士たちと淑女たち」）は、ピエトロ・ジェルミ監督による1965年製作のイタリア・フランス合作映画である。「イタリア式コメディ」を代表する作品のひとつである。

## 概要
本作は、3つのストーリー・ラインをもつ艶笑コメディで、イタリアの町トレヴィーゾ（ヴェネト州トレヴィーゾ県）を舞台にしている。
最初の話は、夫が浮気を隠すために不能を偽る話である。
二つ目は、銀行員が愛人のために妻を捨てるが、町の残りの夫たちが嫉妬し、銀行員と愛人に対して陰謀を企てるべく団結する話である。
最後の話は、町の全ての男たちが、ある無軌道なティーンエイジャーを誘惑しようとするが、彼女の父親がついに彼女が未成年であることを明らかにするという話である。
1966年、同作は、第19回カンヌ国際映画祭のパルム・ドールを『男と女』（監督クロード・ルルーシュ）と分け合って受賞した。

## キャスト
- ヴィルナ・リージ
- ガストーネ・モスキン（イタリア語版）
- ノラ・リッチ（イタリア語版）
- フランコ・ファブリッツィ（イタリア語版）